# Hrabstwo Coconino

Piramida wieku hrabstwa

Hrabstwo Coconino – hrabstwo w USA w północnej części stanu Arizona. W roku 2020, liczba mieszkańców wyniosła 145 101. Stolicą jest obszar metropolitalny Flagstaff. Nazwa wywodzi się z imienia Cosnino – popularnego w plemieniu Indian Havasupai. Jest czwartym najsłabiej zaludnionym hrabstwem Arizony, gdzie gęstość zaludnienia wynosi 3 os./km².

## Ludność
W Coconino mieszka stosunkowo dużo rdzennych Amerykanów (ok. 27%). Głównie z plemienia Nawahów. W mniejszym stopniu Havasupai, Hopi i innych.

## Historia
Gdy w 1883 roku wybudowano jedną z siedzib Atlantic and Pacific Railroad na północy hrabstwa Yavapai, zaczęła wzrastać liczba ludności. Mieszkańcy zmęczeni byli podróżami do Prescott, będącego siedzibą władz i biznesu. W roku 1887 złożyli wniosek do rządu stanowego o secesję z Yavapai i powstanie hrabstwa Frisco. Nowy podmiot powstał dopiero 1891 roku jako Coconino. Stolicą zawsze było Flagstaff. W pierwszych latach XX wieku, mieszkał tutaj George Herriman – popularny rysownik komiksowy.

## Geografia

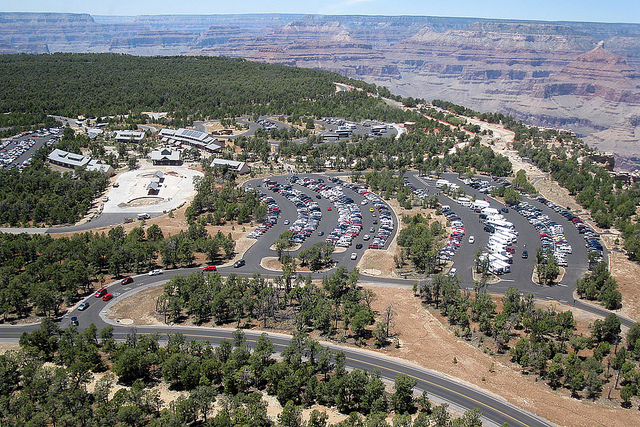
Visitor Center Parku Narodowego Wielkiego Kanionu

Do największych atrakcji należą Park Narodowy Wielkiego Kanionu, Walnut Canyon National Monument, Wupatki National Monument, Sunset Crater Volcano National Monument i Krater Meteorytowy. 
Na terenie hrabstwa leżą święte góry rdzennych mieszkańców - Apaczów, Nawahów, Hopi i Zuni, nazwane przez białych San Francisco Peaks z najwyższym szczytem w Arizonie Humphreys Peak.
Całkowita powierzchnia hrabstwa wynosi 48 332 km² z tego 113 km² (0,23%) stanowi woda. Jest drugim po San Bernardino w Kalifornii największym hrabstwem w USA (nie licząc okręgów Alaski). Większe niż razem wzięte stany Massachusetts, Rhode Island, New Jersey i Delaware.

### Sąsiednie hrabstwa
- hrabstwo Mohave – zachód
- hrabstwo Yavapai – południe
- hrabstwo Gila – południe
- hrabstwo Navajo – wschód
- hrabstwo San Juan w Utah – północny wschód
- hrabstwo Kane w Utah – północ

### Miejscowości
- Flagstaff
- Fredonia
- Page
- Sedona
- Tusayan
- Williams

### CDP
- Bitter Springs
- Cameron
- Doney Park
- Fort Valley
- Grand Canyon Village
- Kachina Village
- Kaibab
- Kaibito
- Lechee
- Leupp
- Moenkopi
- Mountainaire
- Munds Park
- Parks
- Supai
- Tolani Lake
- Tonalea
- Tuba City
- Winslow West
- Valle

## Polityka
Hrabstwo jest przeważająco demokratyczne, gdzie w wyborach prezydenckich w 2020 roku, 60,9% głosów otrzymał Joe Biden i 36,9% przypadło dla Donalda Trumpa.

## Galeria

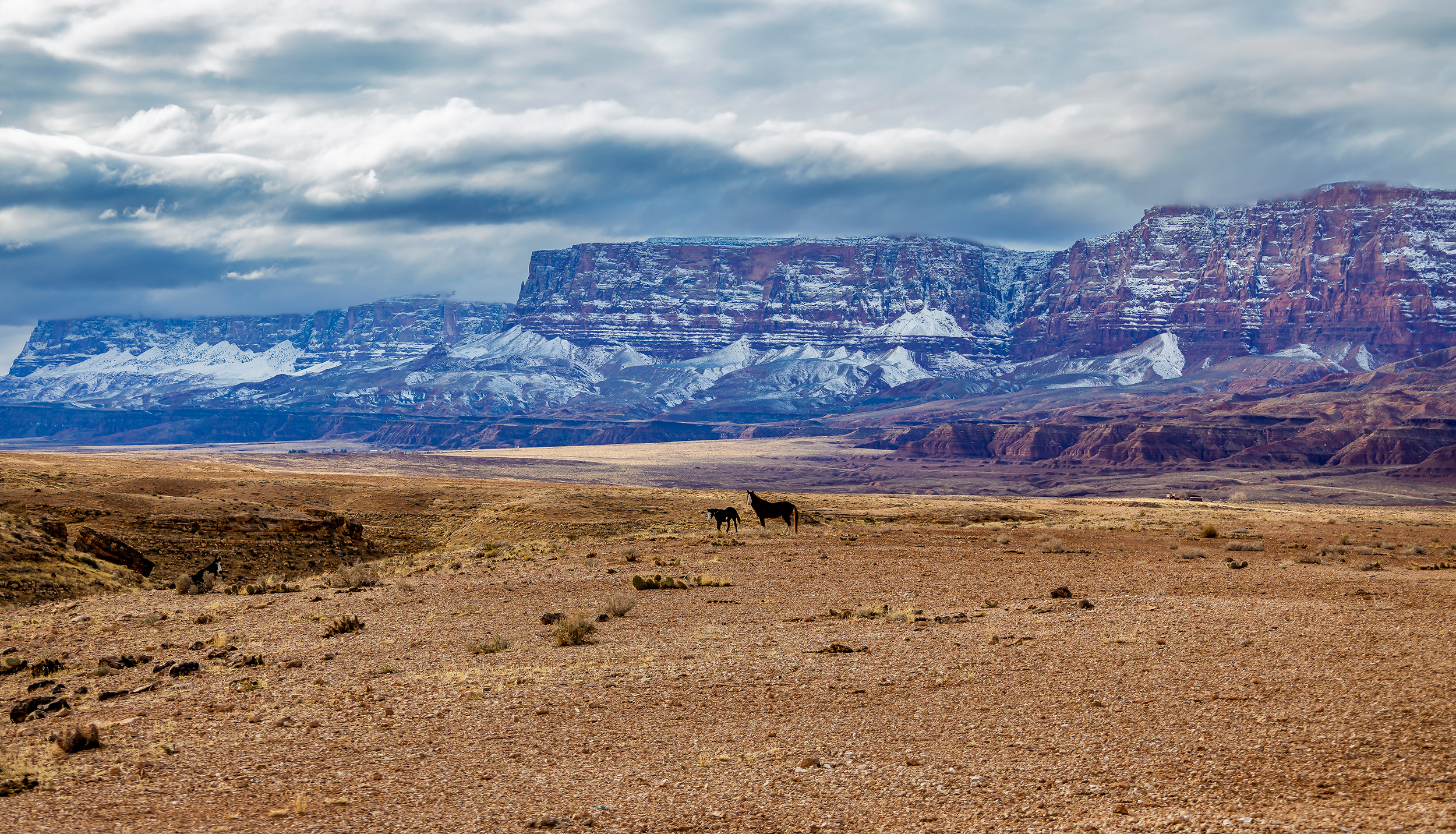
Marble Canyon
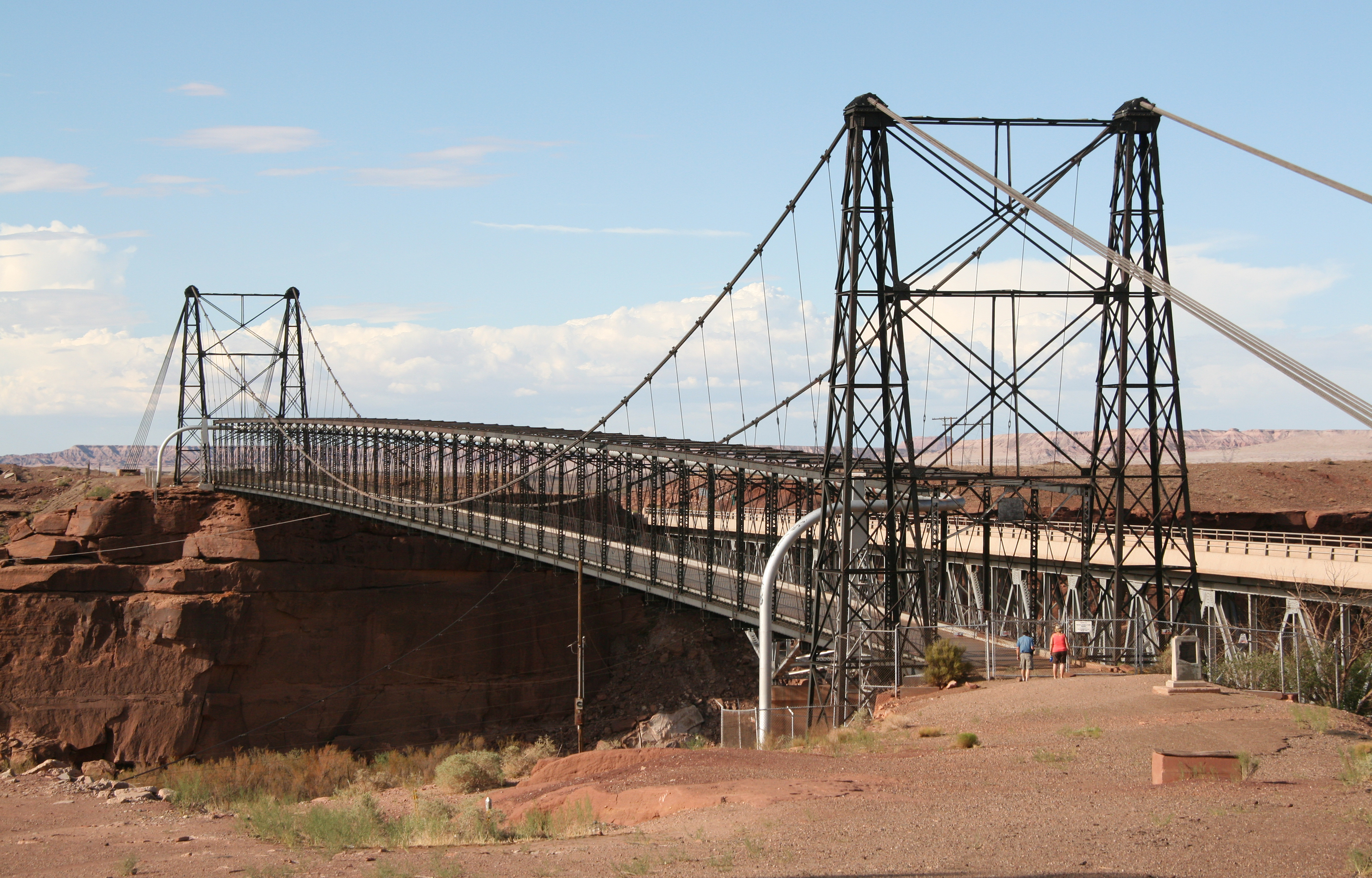
Most wiszący Camerona
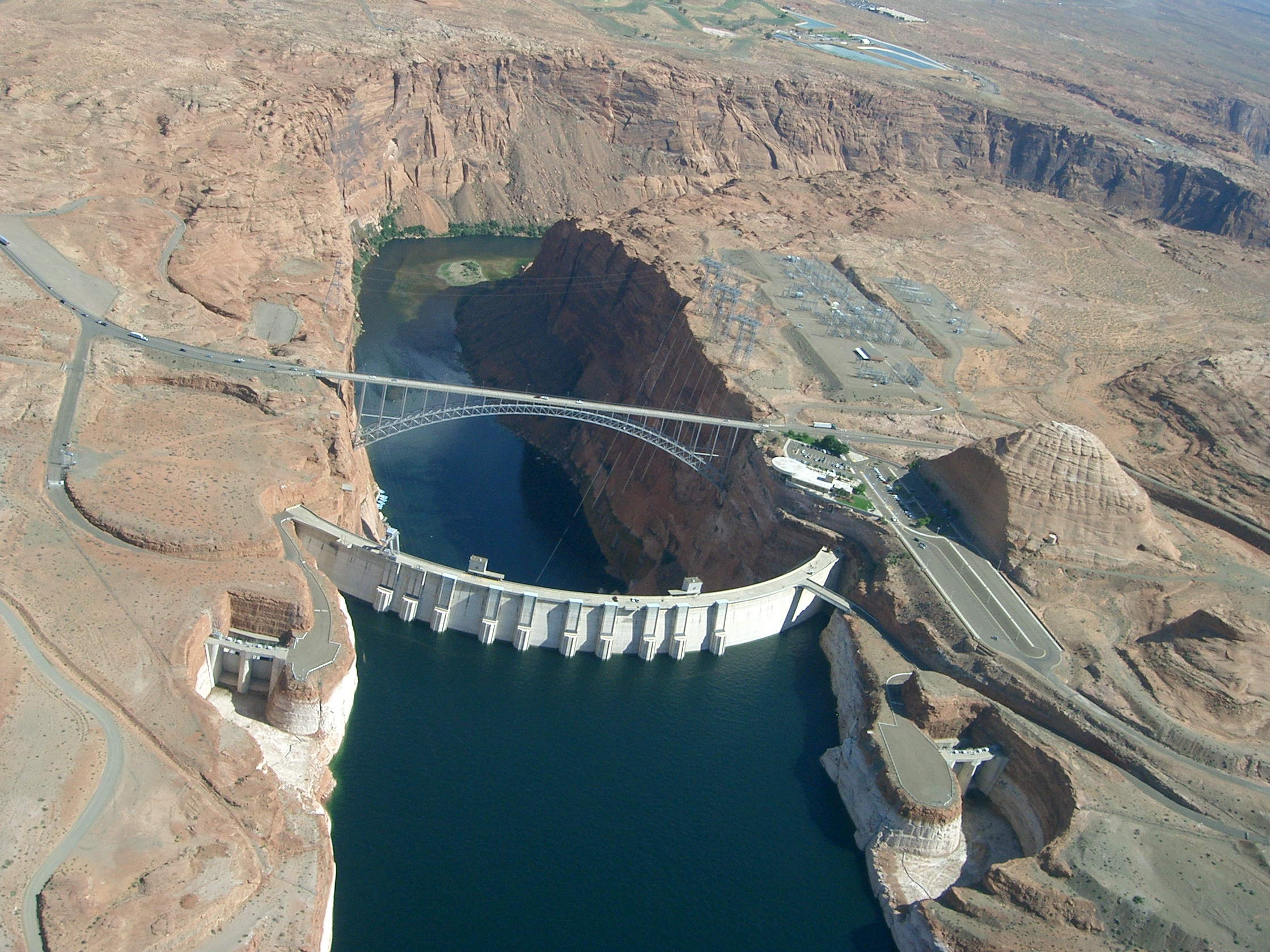
Zapora Glen Canyon
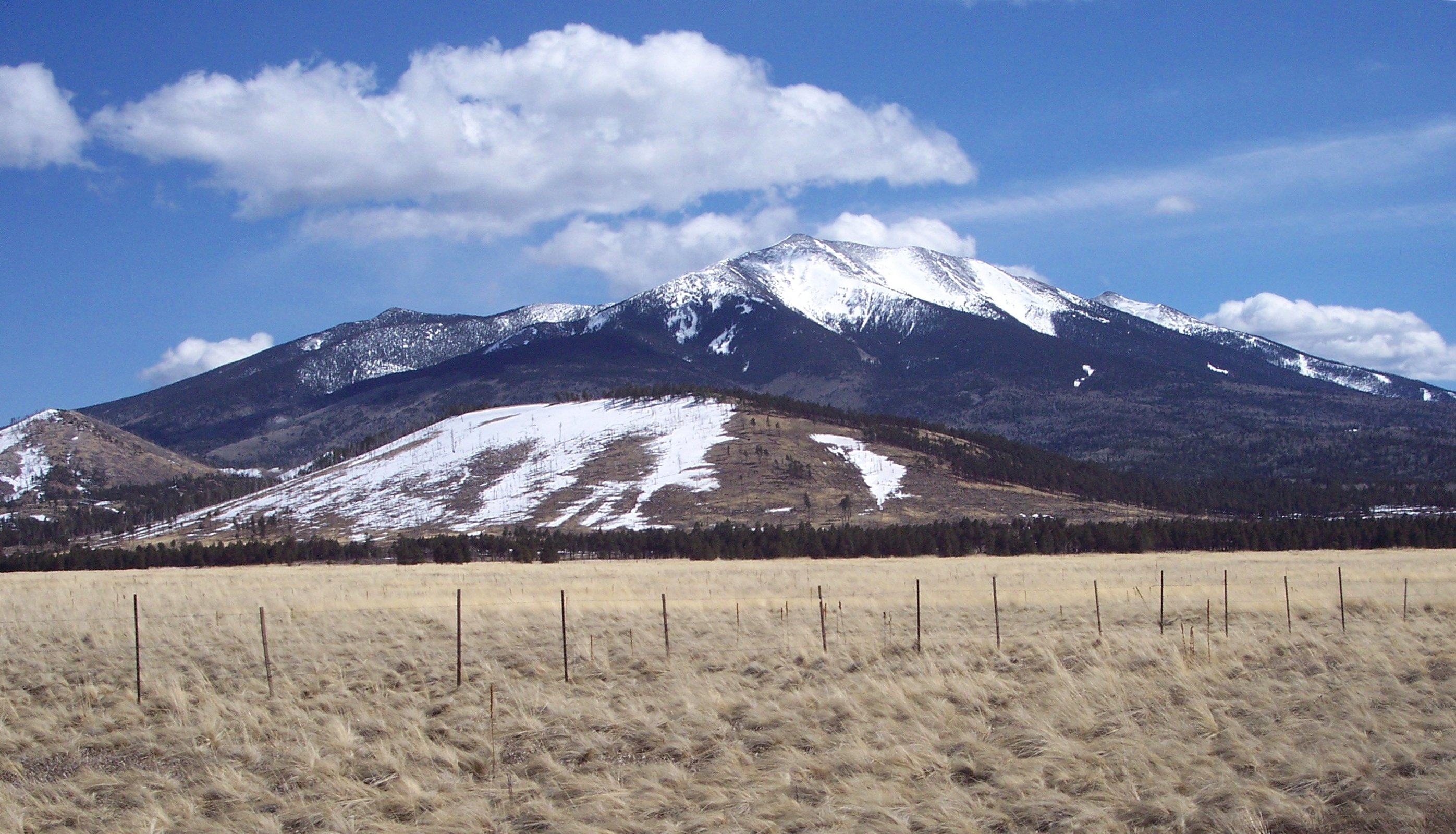
Humphreys Peak
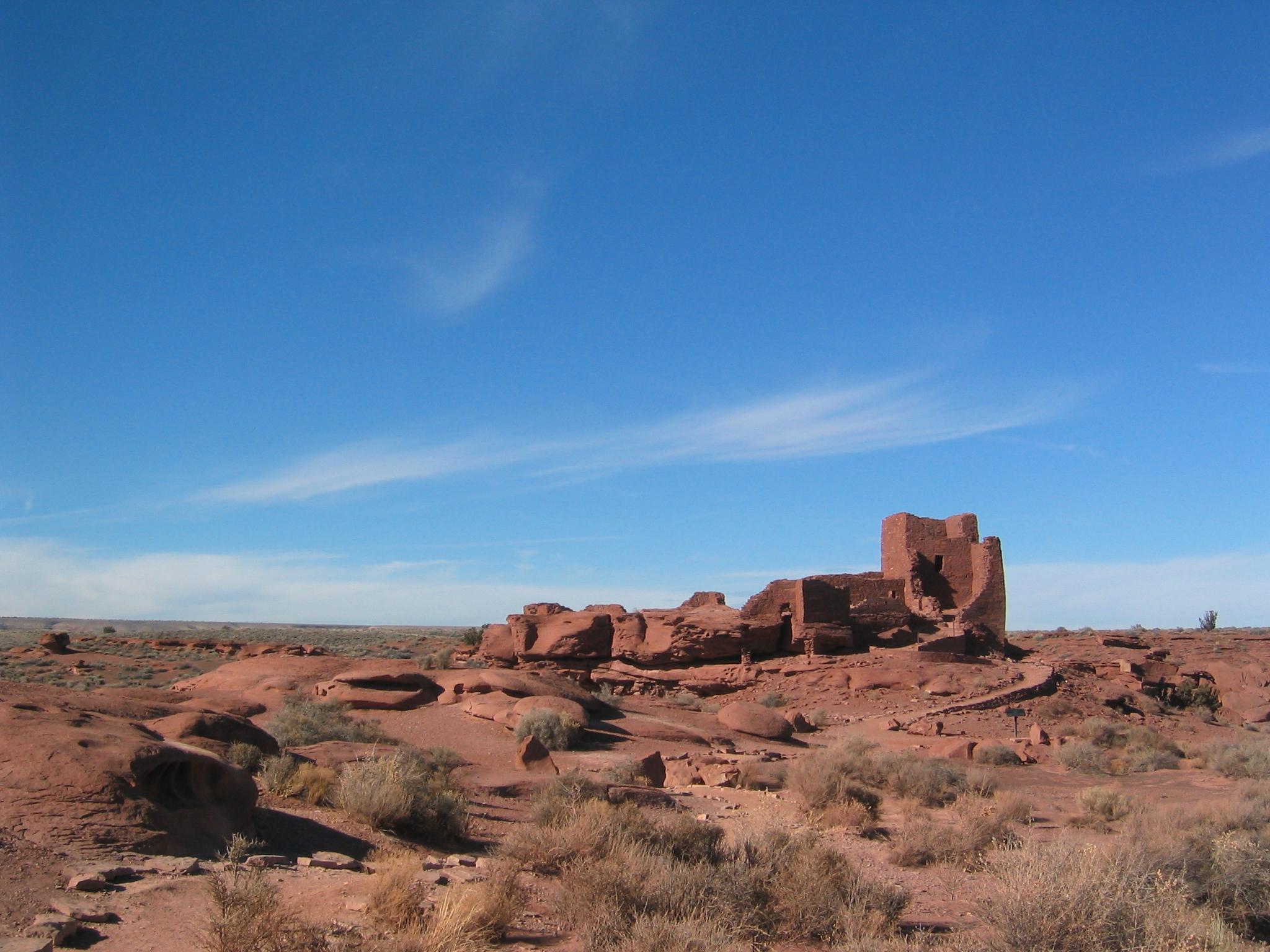
Wupatki National Monument
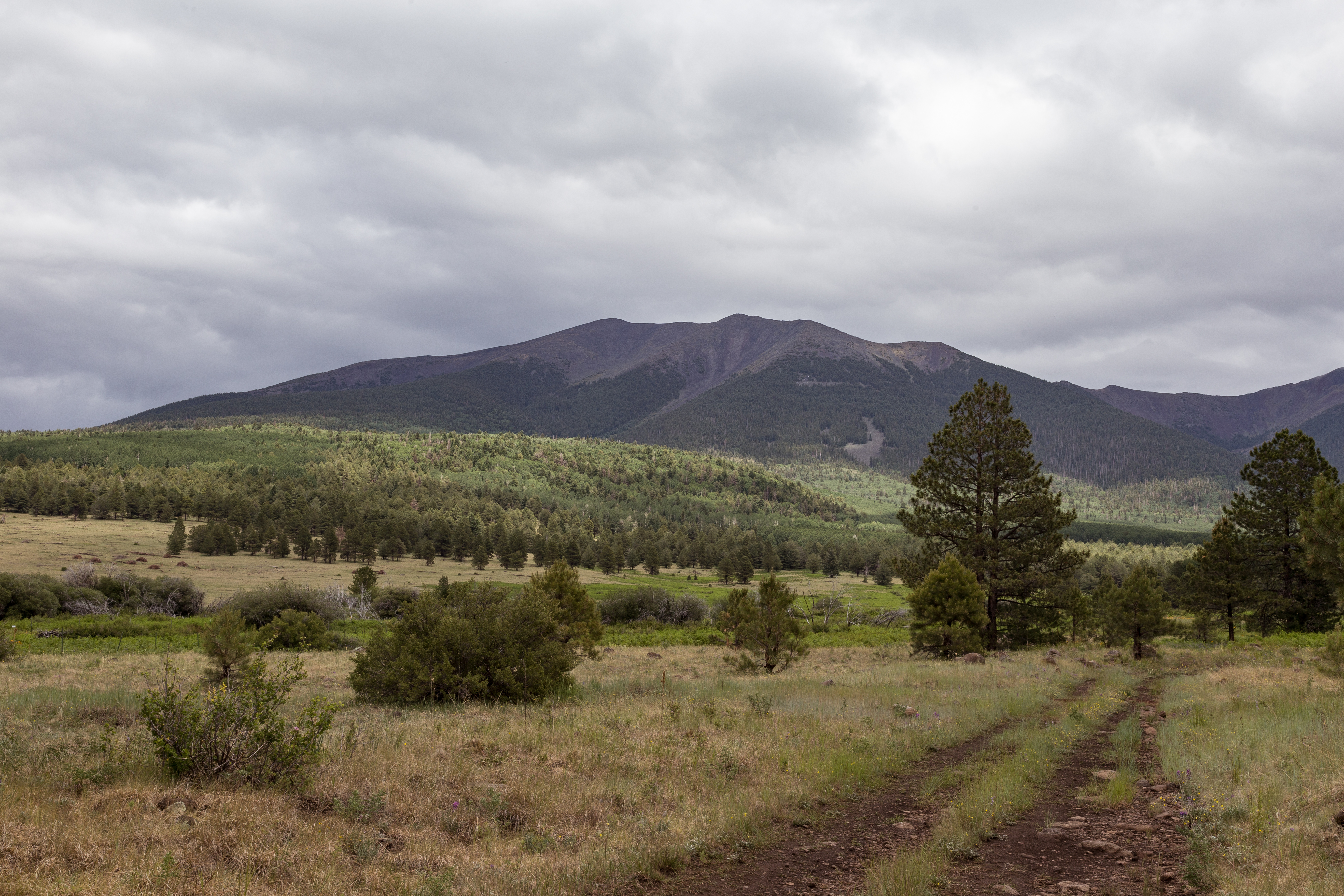
Ranczo Fern Mountain